# Lipomera lamellata
Lipomera lamellata är en kräftdjursart som beskrevs av Tattersall 1905. Lipomera lamellata ingår i släktet Lipomera och familjen Munnopsidae. Inga underarter finns listade i Catalogue of Life.